# James Morrow
James Morrow, född 1947, science fiction-författare som 1988 belönades med Nebulapriset för novellen Bible Stories for Adults, NO. 17: The Deluge och 1992 för kortromanen City of Truth. Han diskuterar ofta filosofiska och religiösa spörsmål i sina verk.